# Juninho Arcanjo
Júnio César Arcanjo (Nova Lima, 11 de janeiro de 1983), mais conhecido como Juninho Arcanjo, é um futebolista brasileiro que atua como meia. Atualmente, joga pelo Moto Club.

## Títulos
Fluminense
- Campeonato Carioca: 2005

Atlético Mineiro
- Campeonato Mineiro: 2007

Nacional da Madeira
- Taça da Madeira: 2007/08

Altos
- Campeonato Piauiense: 2021

Seleção Brasileira Sub-20
- Mundial Sub-20: 2003